# Subdistrictul Hama
             =
Subdistrictul Hama (în arabă ناحية مركز حماة)  este un (subdistrict) nahie sirian situat în Districtul Hama din Guvernoratul Hama. Potrivit Biroul Central de Statistică din Siria (CBS), subdistrictul Hama avea o populație de 467.254 la recensământul din 2004.